# William Bragg (fysiker)
William Henry Bragg, född 2 juli 1862 i Wigton i Cumberland (i nuvarande Cumbria), död 12 mars 1942 i London, var en brittisk fysiker och kemist som också var verksam i Australien. Han var far till Lawrence Bragg.

## Karriär
Bragg bedrev universitetsstudier i Storbritannien och var därefter verksam där, till dess att han 1885 utnämndes till professor i matematik och fysik i Adelaide i Australien. År 1909 kallades han till professor i fysik vid universitetet i Leeds och var från 1915 professor i fysik vid University College London. År 1923 blev han direktor för The Royal Institution of Great Britain och för Davy Faraday Research Laboratory.
Sedan den tyske fysikern Max von Laue 1912 påvisat röntgenstrålarnas interferens genom att låta strålarna passera en kristallplatta, blev Bragg livligt intresserad av fenomenet, och började med sin son göra liknande undersökningar av fenomenet. Han är känd för att genom sina iakttagelser kunnat uppställa den Braggska relationen. Han konstruerade även med sin son den första röntgenspektrometern.

## Utmärkelser
Bragg erhöll Nobelpriset i fysik 1915 tillsammans med sonen Lawrence för att ha upptäckt röntgenkristallografi. Han tilldelades Matteuccimedaljen samma år, Rumfordmedaljen 1916, Copleymedaljen 1930 och Franklinmedaljen samma år.
Asteroiden 11150 Bragg är uppkallad efter honom.

## Böcker av William Bragg
- Studies in Radioactivity (1912)
- X-Rays and Crystal Structure (1915)
- The World of Sound (1920)
- Concerning the Nature of Things (1925)
- Old Trades and New Knowledge (1926)
- The Universe of Light (1933)